# النيد الغربية (قارة)

تعديل مصدري - تعديل

النيد الغربية هي إحدى قرى عزلة قارة بمديرية قارة التابعة لمحافظة حجة، بلغ تعداد سكانها 487 نسمة حسب تعداد اليمن لعام 2004.